# Gustavo Mendonça
Gustavo Gomes de Mendonça (* 10. April 1984) ist ein ehemaliger brasilianischer Leichtathlet, der im Diskuswurf sowie im Kugelstoßen an den Start ging.

## Sportliche Laufbahn
Erste internationale Erfahrungen sammelte Gustavo Mendonça im Jahr 2000, als er bei den Jugendsüdamerikameisterschaften in Bogotá mit 17,20 m mit der 5-kg-Kugel die Bronzemedaille gewann und sich im Diskuswurf mit 51,43 m die Silbermedaille sicherte. Im Jahr darauf belegte er bei den Jugendweltmeisterschaften in Debrecen mit der 5-kg-Kugel mit 19,03 m den fünften Platz. Anschließend siegte er bei den Juniorensüdamerikameisterschaften in Santa Fe mit 16,81 m im Kugelstoßen und gewann mit der Diskus mit 50,07 m die Bronzemedaille. Anschließend gewann er bei den Panamerikanischen Juniorenmeisterschaften ebendort mit 16,68 m und 49,53 m jeweils die Bronzemedaille. 2002 gewann er bei den Ibero-Amerikanischen Meisterschaften in Guatemala-Stadt mit 52,20 m die Bronzemedaille im Diskuswurf hinter dem Argentinier Marcelo Pugliese und Paulo Bernardo aus Portugal. Zudem erreichte er im Kugelstoßen mit 17,52 m Rang vier. Anschließend scheiterte er bei den Juniorenweltmeisterschaften in Kingston mit 17,15 m und 55,39 m jeweils in der Qualifikation, siegte daraufhin aber bei den Juniorensüdamerikameisterschaften in Belém mit 17,71 m im Kugelstoßen sowie mit 52,78 m im Diskusbewerb. 2003 verteidigte er dann bei den Juniorensüdamerikameisterschaftenin Guayaquil mit 19,67 m und 62,29 m seine Titel erfolgreich. 
2004 nahm er an den erstmals ausgetragenen U23-Südamerikameisterschaften in Barquisimeto teil und siegte dort mit 17,21 m im Kugelstoßen, während er im Diskuswurf mit 52,75 m die Silbermedaille gewann. Im Jahr darauf belegte er bei den Südamerikameisterschaften in Cali mit 49,95 m den sechsten Platz im Diskuswurf und 2007 wurde bei den Ibero-Amerikanischen Meisterschaften in Ponce mit 16,91 m Siebter. Anschließend gewann er bei den Südamerikameisterschaften in Tunja mit 51,15 m die Bronzemedaille hinter dem Argentinier Jorge Balliengo und seinem Landsmann Ronald Julião. Im Kugelstoßen erreichte er dort mit 16,72 m Rang sechs. Daraufhin gewann er bei den Spielen der Lusophonie in Macau mit 17,01 m die Silbermedaille im Kugelstoßen hinter dem Portugiesen Marco Fortes. Zudem gewann er bei den U23-Südamerikameisterschaften in Buenos Aires, die zugleich die Südamerikaspiele darstellten, mit 52,06 m die Bronzemedaille im Diskuswurf und belegte mit der Kugel mit 16,72 m Rang vier. 2007 nahm er erstmals an den Panamerikanischen Spielen in Rio de Janeiro teil und erreichte dort mit 17,27 m Rang elf im Kugelstoßen. Zuvor wurde er bei den Südamerikameisterschaften in São Paulo mit 17,27 m Sechster. 
2009 gewann er bei den Südamerikameisterschaften in Lima mit 17,55 m die Bronzemedaille hinter dem Argentinier Germán Lauro und seinem Landsmann Julião. Anschließend gewann er dann bei den Spielen der Lusophonie in Lissabon mit 17,89 m erneut die Silbermedaille hinter dem Portugiesen Fortes. Zwei Jahre darauf erreichte er bei den Ibero-Amerikanischen Meisterschaften in San Fernando mit 51,68 m Rang elf im Diskuswurf und wurde im Kugelstoßbewerb mit 17,04 m 13. 2016 bestritt er in São Bernardo do Campo seinen letzten Wettkampf und beendete daraufhin im Alter von 31 Jahren seine Karriere als Leichtathlet.
2006 und 2007 wurde Mendonça brasilianischer Meister im Kugelstoßen sowie 2004 im Diskuswurf.

## Persönliche Bestleistungen
- Kugelstoßen: 18,67 m, 4. Mai 2013 in Campinas
- Diskuswurf: 56,37 m, 9. Mai 2013 in São Paulo